# Vanclee
Vanclee est un constructeur de buggies belge qui a construit la Vanclee Mungo sur une base de Citroën 2 CV (châssis et moteur). 

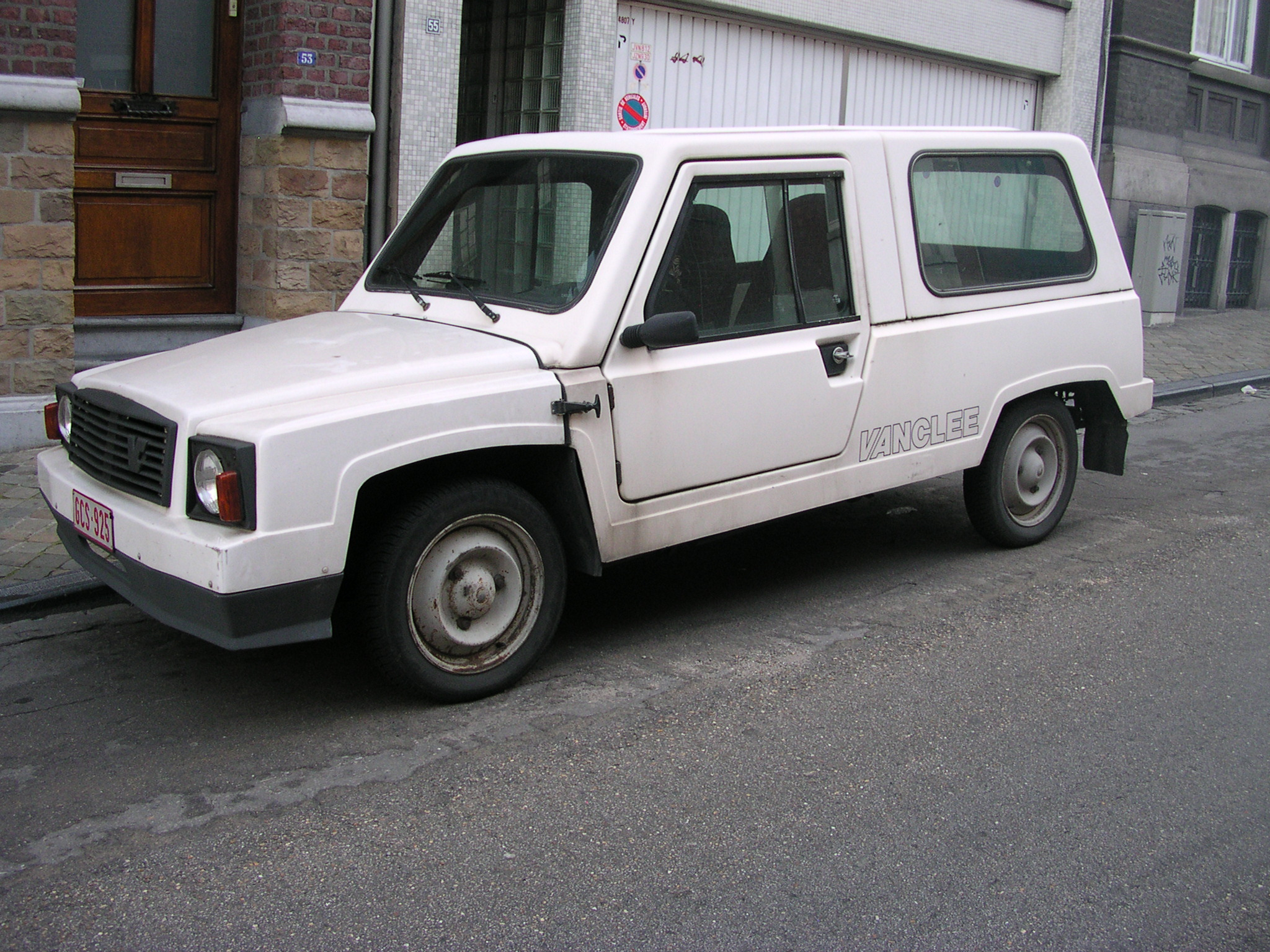
Une Vanclee Mungo

Sa carrosserie est entièrement en polyester et son moteur est le bicylindre de 602 cm3 de chez Citroën. Quelques autres détails viennent des diverses productions PSA Peugeot Citroën : fermetures de portes de Citroën Visa, phares carrés de 2 CV 4/6, feu de Peugeot 205...
Elle a été produite de 1980 à 1990.